# Даррелл, Лоренс
Лоренс Джордж Даррелл (англ. Lawrence George Durrell; 27 февраля 1912 года — 7 ноября 1990 года) — британский писатель и поэт, старший брат писателя-анималиста Джеральда Даррелла. Родился в Британской Индии, образование получил в Индии и Англии.

## Начало литературной деятельности
Первая литературная публикация Даррелла состоялась в 1932 году, это был сборник стихов «Причудливый фрагмент». В 1933 году выходит (под псевдонимом Гэффер Пислейк) «Бромо Бомбаст» — литературная пародия на Бернарда Шоу. В 1935 году Лоренс Даррелл вместе с семьёй переезжает на греческий остров Корфу. В этом же году издательство «Кэссел» публикует его первый роман, получивший название «Гаммельнская дудочка любви» (Pied Piper of Lovers). Через год выходит роман Panic Spring (название содержит игру слов, непереводимую на русский язык: это и паническая [то есть имеющая отношение к Пану] весна, и пружина катапульты). Параллельно с «Panic Spring» Даррелл пишет «Чёрную книгу» — первый свой «серьёзный» роман, который был опубликован в 1938 году в «Серии Виллы Сёра», а после — в скандально известном издательстве «Обелиск Пресс» (не без помощи Генри Миллера, с которым Даррелл дружил вплоть до смерти Миллера в 1980 году).

## События периода Второй мировой войны
В 1939 году Даррелл начал работать учителем английского языка в одной из греческих школ под патронажем Британского совета, семья Дарреллов разделяется: мать вместе со средним сыном Лесли и младшим Джеральдом (впоследствии также ставшим знаменитым писателем) возвращаются в Англию, а сестра Лоренса Марго также остается в Греции, на Корфу. С острова её вывозит один из английских лётчиков, ставший впоследствии её первым мужем. В 1941 году Корфу захватывают союзники Германии — итальянцы. Лоренс с женой бегут — сначала на Крит, оттуда — в Каир. В это же время Даррелл разрывает отношения со своей первой женой Нэнси Майерс и переезжает в Александрию. Здесь он работает в британском консульстве пресс-атташе, здесь же знакомится с александрийской еврейкой Евой Коэн, послужившей прототипом главной героини романа «Жюстин», первой части «Александрийского квартета». В 1947 году Даррелл женится на ней. В 1951 году в этом браке родилась дочь — Сапфо-Джейн (покончила с собой в 1985 году).

## Дальнейшая судьба
В 1945 году Лоренс Даррелл освобождается из «египетской тюрьмы», чтобы снова вернуться в Грецию. Он проводит два года на Родосе в качестве директора по связям с общественностью островов Додеканес. В 1947 году писатель уезжает в Кордову (Аргентина), чтобы занять пост директора Британского совета. Позже он переехал в Белград (Югославия), где работал пресс-атташе британского посольства с 1949 по 1952 год.
В 1952 году Даррелл переезжает на Кипр, чтобы полностью посвятить себя литературе. В этот период он зарабатывает на жизнь преподаванием английского языка. Но через год начинается война между греками-киприотами, жаждавшими воссоединения с континентальной Грецией, турками-киприотами, боровшимися за независимость, и англичанами, стремившимися контролировать остров. Даррелл в это время оставил преподавание и работал офицером по связям с общественностью в Никосии. Книга «Горькие лимоны» (Bitter Lemons, 1957 год) — дарреловское видение событий тех трагичных лет.
На Кипре Даррелл начал писать «Жюстин», первую книгу «Александрийского квартета». Окончательно все четыре романа были завершены во Франции, куда писатель перебирается в 1956 году. «Квартет» был опубликован в 1957—1961 годах и имел бешеный успех как у критиков, так и у читателей. В последующие 35 лет Даррелл пишет ещё два больших прозаических цикла: «Бунт Афродиты» (The Revolt of Aphrodite), включающий в себя романы «Tunc» (1968) и «Nunquam» (1970), и «Авиньонский квинтет» (1974—1985). Ни одна из этих книг не будет встречена с таким восторгом, как «Александрийский квартет». Лоренс Даррелл продолжает и занятия поэзией. Сборник его лучших стихов «Collected Poems» издан в 1980 году.
Даррелл женился ещё дважды. Его третья жена, Клод-Мари Винсендон, умерла в 1967 году. В 1973 году он вступил в брак с Жислен де Буассон (этот брак закончился в 1979 году).
7 ноября 1990 года Лоренс Даррелл скончался от эмфиземы в своём доме во французском городе Соммьер (фр., департамент Гар, регион Лангедок-Руссильон).
Лоренс Даррелл также был сценаристом нескольких фильмов: «Actis» (ТВ) (1964), «Юдифь» (1966), «Stiff Upper Lip» (ТВ) (1968), «Жюстин» (1969). Он снимался в кинолентах «Сэр Генри с Равилсон Энд» (1980) и «Stille Tage in Sommières» (1987). А в «Henry Miller, poète maudit» (ТВ) (1974) и в сериале «Мир в войне» (1974) сыграл самого себя.

## Киновоплощения
- 1987 — в мини-сериале «Моя семья и другие животные» роль Ларри исполнил Энтони Калф.
- 2005 — в полнометражном фильме «Моя семья и другие звери» в роли Ларри снялся Мэттью Гуд.
- 2016—2019 — в телесериале «Дарреллы» роль Ларри сыграл Джош О'Коннор.